# Asturies pela Izquierda
Asturies pela Izquierda («Astúries per l'esquerra»; sigles: IU-IAS), en castellà Asturias por la Izquierda, fou una coalició electoral asturiana formada per Esquerra Unida d'Astúries i Izquierda Asturiana per a les eleccions autonòmiques i municipals de l'any 2019. La candidata de la coalició a la Junta General fou Ángela Vallina, d'Esquerra Unida.

## Resultats electorals

### Eleccions a la Junta General del Principat d'Astúries
IU-IAS obtingué 35.174 vots (6,69%) i 2 escons (tots dos d'Esquerra Unida) a les eleccions a la Junta General del Principat d'Astúries del 2019.
| Circunscripció | Vots   | %     | Escons |
| -------------- | ------ | ----- | ------ |
| Occident       | 3.012  | 5,03% | 0 / 6  |
| Centre         | 30.851 | 7,23% | 2 / 34 |
| Orient         | 1.311  | 3,35% | 0 / 5  |
| Total          | 35.174 | 6,69% | 2 / 45 |

### Eleccions municipals
Pel que fa a les eleccions municipals del mateix any, IU-IAS hi obtingué 50.468 vots (9,5%) i 107 regidors. És necessari notar, però, que en alguns conceyos (com ara Avilés) Esquerra Unida va formar coalició amb altres partits, principalment Podem. La taula següent mostra els resultats de la coalició en els principals municipis asturians on s'hi va presentar.
| Municipi   | Cens    | Vots   | %      | Escons  |
| ---------- | ------- | ------ | ------ | ------- |
| Gijón      | 225.721 | 8.424  | 6,2%   | 1 / 27  |
| Oviedo     | 177.705 | 4.194  | 3,77%  | 0 / 27  |
| Siero      | 42.938  | 2.378  | 9,37%  | 3 / 25  |
| Mieres     | 33.237  | 11.406 | 58,11% | 15 / 21 |
| Castrillón | 18.961  | 2.754  | 23,37% | 5 / 21  |